# Церковь Воскресения Христова (Голубково)
Церковь во имя Воскресения Христова (Голубковская церковь) — действующий православный храм, относящийся к Лужскому благочинию Гатчинской епархии. Расположен в селе Голубково Лужского района Ленинградской области. Построена в 1900 году.
Посвящена Воскресению Иисуса Христа, одному из наиболее известных событий, описанных в книгах Нового Завета. Является кладбищенской церковью. Обиходные названия церкви: Воскресенская, Петровская Горка.

## История
На месте нынешней церкви — на территории бывшей деревни Петровская горка — ранее располагались другие храмы. Петровская Горка восходит к древнему Петровскому погосту, бывшему центру одноимённой округи, входившей в состав Шелонской пятины Великого Новгорода. Поблизости от места расположения храма сохранились следы городища.
В XVII веке на здесь возвели деревянную церковь, которая сгорела в 1769 году. Восстановленный храм также сделали временно деревянным, но он простоял более ста лет, сгорев в 1894 году.
В 1895—1901 годах шло строительство уже каменного здания нового храма. Архитектором выступил М. А. Щурупов. Сбору средства на возведение церкви помогал отец Иоанн Кронштадтский.
В 1938 году храм был закрыт, но с 1941-го открыт вновь. В 1943 году повторно освящён. Последний раз здание ремонтировали в 2005 году.

## Архитектура
Церковь Воскресения Христова имеет белокаменное здание с голубыми куполами и шатром колокольни. Декор храма подчинён его конструктивному решению, что заметно в архитектуре западного фасада, объединённого с ярусом колокольни. Система расположенных по вертикали арок создаёт динамичную, развивающуюся ввысь композицию, подхваченную шатровым силуэтом.